# Исторически музей (Стрелча)
Историческият музей в Стрелча е създаден през 2002 г. Той се състои от музеен комплекс от две къщи, разположени в двора на Неделеви – Грозева и Неделева къща.
Основната дейност на музея е опазването и представянето на движими и недвижими културни ценности чрез издирване, събиране, документиране, научно изследване и популяризиране. Музейното дело в Стрелча започва да се развива през 40-те години на XX в. от местни краеведи и общественици като Тодор Белчов, Евстати Площаков, Иван Антонов и др., които в продължение на половин век създават богата музейна сбирка към читалището. През годините сбирката се помещава в различни къщи, а от 2002 г. музейната сбирка се преобразува в Исторически музей.

## Експозиция
В Грозевата къща са разположени експозициите на музея: „Археология“, „Българските земи ХV – ХІХв.“ и „Художествен отдел“.

### Археология
На първия етаж се помещава експозицията „Археология“. В нея са представени експонати от каменно-медната епоха до Средновековието. Голяма част от изложените във витрините експонати в този отдел постъпват през 1976 – 1978 г. от проведените мащабни археологически разкопки с научен ръководител Георги Китов. Богата е колекцията от каменни и кремъчни оръдия на труда – перфорирани брадви, полирани тесли и длета, стъргалки, ножове и резци за сърпове от кремък. Многобройни са глинените съдове от праисторическите селища, значителното количество прешлени и тежести за тъкачен стан, както и антропоморфна и зооморфна пластика.
Акцент в експозицията е тракийската гробница и светилище в Жаба могила, разположена на 2 km от Стрелча. Експонирани са колесница-четириколка, акротерий с изображение на горгона Медуза, варовикова плоча с релефно изображение на лъв и полихромна украса в периферията, различни части от пластична украса от входа на гробницата, сребърни апликации, зооморфни стилизирани керамични фигури, керамични съдове и др.
Друг важен обект е средновековната крепост в местността Галата. Тя е построена вероятно по времето на византийския император Юстиниан I. Експонирани са ключалката на крепостната врата, различни сечива, върхове на стрели и копия, както и множество накити, сред които изцяло запазени стъклени гривни.

### Българските земи ХV-ХІХ век
На втория етаж, в две зали, е представена експозицията „Българските земи ХV-ХІХ век“.
В едната е разположена етнографска изложба – стрелчанско облекло и накити, занаятчийски предмети. Сред експонатите е меден печат от несъществуващата църква „Света Неделя Огнена“.
Втората зала е посветена на Априлското въстание. Експозицията проследява събитията от идването на Васил Левски в Стрелча и създаването на първия революционен комитет до Освобождението. Сред експонатите са знамето на поборниците от Стрелча, както и печатът на революционния комитет. Богата е колекцията от огнестрелно и хладно оръжие, куршумолеярницата на поп Бойчо Петров Ханджиев, който заклева стрелчанския комитет.

### Художествен отдел
На третия етаж е разположен отдел „Художествен“. Той е с две зали. В първата са представени произведения на Никола Образописов, Цветан Панчовски, Нейчо Дойчев, Стоян Раканов, Вихра Григорова и др. Втората зала е изцяло посветена на местния художник и иконописец Мильо Маринов Балтов, който учи във втория випуск на Рисувалното училище в София в курса на Ярослав Вешин. Музеят притежава и шест картини на Златю Бояджиев.

### Неделева къща
В Неделевата къща е разположена постоянна изложба за розобера, който е основният поминък на стрелчани след Освобождението. В същата сграда се намира и просторната изложбена зала, в която се експонират временните изложби.